# William Castle
William Castle, nascido William Schloss, (Nova Iorque, Nova Iorque, 24 de abril de 1914 — Los Angeles, California, 31 de maio de 1977) foi um diretor de cinema estadunidense, uma espécie de Alfred Hitchcock dos filmes B.

## Carreira
Além de fazer pequenas aparições em seus filmes (e mesmo nos trailers), Castle notabilizou-se por inventar uma série de truques para atrair espectadores: criou um seguro de vida para promover Macabro (Macabre, 1958); em Força Diabólica (The Tingler, 1959), colocou campainhas debaixo das poltronas, acionadas nos momentos de maior tensão; para A Casa dos Maus Espíritos (House on Haunted Hill, 1959) inventou um processo chamado "Emergo", que fazia com que esqueletos de verdade circulassem pela sala de exibição; distribuiu óculos que permitiam aos espectadores ver os fantasmas de 13 Fantasmas (13 Ghosts, 1960); em Trama Diabólica (Homicidal, 1961) colocou um intervalo de quarenta e cinco segundos, para que os mais nervosos pudessem ir embora caso quisessem.
Mestre na arte da promoção, Castle dirigiu dezenas de filmes, desde terror e suspense a westerns e séries policiais, mas, ironicamente, seu momento mais importante foi como o produtor de O Bebê de Rosemary (Rosemary's Baby, 1968), dirigido por Roman Polansky.
Faleceu de enfarte.

## Filmografia
Todos os títulos em português se referem a exibições no Brasil.
- 1943 Mr. Smug (curta-metragem)
- 1943 Sendas Tortuosas (The Chance of a Lifetime)
- 1943 Aventureira do Alasca (Klondike Kate)
- 1944 Uma Estranha Aventura (When Strangers Marry)
- 1944 Esta Noite Morrerás (The Whistler)
- 1944 She's a Soldier, Too
- 1944 Legado Perigoso (The Mark of the Whistler)
- 1945 Crime do Farol Abandonado (Voice of the Whistler)
- 1945 O Crime Perfeito (The Crime Doctor's Warning)
- 1946 O Caso da Agulha Envenenada (Just Before Dawn)
- 1946 A Luva Reveladora (The Crime Doctor's Man Hunt)
- 1946 O Intruso Misterioso (The Mysterious Intruder)
- 1946 Fidelidade (The Return of Rusty)
- 1947 O Ardil do Médico (The Crime Doctor's Gamble)
- 1948 O Homem Que Reviveu (The Gentleman from Nowhere)
- 1948 Viver Sonhando (Texas, Brooklyn and Heaven)
- 1949 Sangue Acusador (Undertow)
- 1949 Traficantes da Morte (Johnny Stool Pigeon)
- 1950 It's a Small World
- 1950 Assassinato Entre Estrelas (Hollywood Story)
- 1951 Crime no Circo (The Fat Man)
- 1951 O Segredo das Cavernas (Cave of Outlaws)
- 1953 Ticonderoga, o Forte da Vingança (Fort Ti)
- 1953 A Serpente do Nilo (Serpent of the Nile)
- 1953 Conquista de Apache (Conquest of Cochise)
- 1953 Escravos da Babilônia (Slaves of Babylon)
- 1954 A Carga dos Lanceiros (Charge of the Lancers)
- 1954 Tambores do Taiti (Drums of Tahiti)
- 1954 Rio de Sangue (Battle of Rogue River)
- 1954 O Último Matador (The Law vs. Billy the Kid)
- 1954 Jesse James Contra os Daltons (Jesse James vs. the Daltons)
- 1954 Ases do Gatilho (Masterson of Kansas)
- 1955 O Forasteiro (The Americano)
- 1954 A Espada Sarracena (The Sarracen Blade)
- 1954 O Reino da Traição (The Iron Glove)
- 1955 A Conquista do Oeste (The Gun That Won the West)
- 1955 A Mestiça do Mississippi (Duel on the Mississippi)
- 1955 Porto da Violência (New Orleans Uncensored)
- 1956 Bandoleiros de Houston (The Houston Story)
- 1956 Tormenta de Fogo(Uranium Boom)
- 1958 Macabro (Macabre)
- 1959 A Casa dos Maus Espíritos (House on Haunted Hill)
- 1959 Força Diabólica (The Tingler)
- 1960 13 Fantasmas (13 Ghosts)
- 1961 Trama Diabólica (Homicidal)
- 1961 A Máscara do Horror (Mr. Sardonicus)
- 1962 A Moeda Mágica (Zatz!)
- 1963 A Velha Casa Assombrada (The Old Dark House)
- 1963 A Moderna Mata Hari (13 Frightened Girls)
- 1964 Almas Mortas (Straight-Jacket)
- 1964 Quando Descem as Sombras (The Night Walker)
- 1965 Eu Vi Que Foi Você (I Saw What You Did)
- 1966 Plano Para Matar (Let's Kill Uncle)
- 1966 O Cadáver Ambulante (The Busy Body)
- 1967 Está Sobrando um Fantasma (The Spirit Is Willing)
- 1967 Pânico no Ano 2118 (Project X)
- 1976 Jogando com a Vida e a Morte (Shanks)